# FCM 36
El FCM 36 o Char léger Modèle 1936 FCM, era un tanc lleuger d'infanteria dissenyat per a l'exèrcit francès abans de la Segona Guerra Mundial. Tenia una tripulació de dos membres i estava equipat amb un canó curt de 37mm com a armament principal i una metralladora coaxial de 7,5mm. Disposava d'un motor dièsel.

## Desenvolupament
El 1933 la companyia Hotchkiss va proposar construir un tanc d'infanteria lleugera de producció barata. En reacció a aquesta proposta, l'exèrcit francès va convidar tota la indústria francesa a oferir dissenys alternatius. Al final es prendrien en producció tres dels prototips competidors: el Hotchkiss H35, el Renault R35 i el FCM 36.
Forges et Chantiers de la Méditerranée (FCM), situades a Toló, tenien una experiència prèvia en la producció de tancs, ja que havien construït els deu tancs gegants Char 2C el 1921 i havien participat en el desenvolupament del Char B1. L'enginyer Bourdot, que havia dissenyat la suspensió del Char B, va rebre l'ordre de crear un disseny modern de tancs aprofitant al màxim la gran capacitat d'electro-soldadura del moll. El març de 1934 va presentar una maqueta de fusta que va ser aprovada per l'exèrcit. El 2 d'abril de 1935 el prototip fou lliurat a la Comission de Vincennes, amb una torreta equipada amb dues metralladores. La comissió va quedar força impressionada pel vehicle, sobretot per la seva soldadura de blindatge inclinat i l'ús d'un motor dièsel que prometia una bon abast. Era una mica més pesat que les nou tones indicades amb 10.168 quilograms. Tanmateix, el prototip era inestable a causa de problemes mecànics. Un cop finalitzada la primera avaluació el 9 de juny, es va tornar al fabricant.
De fet, FCM encara no havia provat el propi prototip; això ja es va fer i es van fer evidents moltes mancances. Com a resultat, el vehicle es va redissenyar completament amb una configuració nova i més lleugera del casc i la torreta. El sostre del compartiment del motor ara estava cargolat per facilitar-ne la substitució. El 10 de setembre va ser enviat de nou a Vincennes per tornar-lo el 23 d'octubre per reforçar la seva suspensió. El 19 de desembre es va tornar a provar fins al 14 de maig de 1936. Després es va aprovar la disposició que el blindatge augmentés de 30 a 40 mm, segons les noves especificacions. Això es va fer soldant una placa d'armadura de 10 mm aplicada a la part superior de l'armadura principal; una característica mantinguda per als vehicles de producció. El prototip es va posar ara en coneixement de la Commission d'Infanterie, que va declarar el 9 de juliol que era el millor de tots els competidors, sobretot perquè el 17 de juny es va demostrar que era completament a prova de gas, una qualitat única que es considerava una característica molt desitjable en aquell moment.

## Producció
Fins i tot abans que el tipus s'hagués aprovat, però, a causa de la crisi de Renània el 26 de maig, es va fer una comanda urgent per a 100 vehicles del Char léger Modèle 1936 FCM per 450.000 FF la unitat. Els vehicles de producció havien d'estar equipats amb un canó de 37 mm. Els Hotchkiss H35 i Renault R35 també es prendrien en producció i, com que aquests tipus de competidors eren molt més barats, constituirien la major part dels tancs d'infanteria lleugers francesos produïts. La raó per coproduir el tercer tipus més car era el seu potencial de desenvolupament. El FCM 36 va ser vist com el tanc francès més avançat i hauria de funcionar com a banc de proves per obtenir més millores. Això també significava que no hi havia pressa per començar la producció en sèrie. Les instal·lacions de producció només es van començar a preparar a partir del desembre de 1936 i la fabricació real es va retardar un any per provar primer un disseny més nou amb un motor més fort i una tracció més lleugera. Només quan això no va donar els resultats esperats, es va produir el tipus original, amb la primera entrega el 2 de maig de 1938.
El 12 de maig de 1938 i el 3 de febrer de 1939 es van fer dues comandes addicionals de cent cadascuna. No obstant això, quan l'últim tanc, la sèrie número 30.100, de l'ordre original es va lliurar el 13 de març de 1939, FCM va anunciar sobtadament que cessaria definitivament la producció a menys que el preu s'elevés a almenys 900.000 FF, pel que sembla el cost real de producció. FCM també va indicar que, atesa la seva major demanda de producció del Char B1, simplement no hi hauria capacitat per fabricar cap FCM 36 abans del setembre de 1940. Tenint en compte aquestes circumstàncies, l'inspector general Jacomet va permetre interrompre la producció del casc. No obstant això, la torreta FCM ja s'havia planejat convertir-se en l'estàndard de tots els tancs lleugers, com l'antiga torreta standard APX-R. Al principi va patir greus retards en la producció; quan aquests van facilitar una proposta anterior perquè fos substituïda després que es posposés el número 1350; però es va considerar que va deixar de produir-se després del número 2000, ja que la torreta APX-R era més pesada (de 1.552 a 1.287 kg) i, tot i així, era inferior en protecció a la torreta FCM a causa dels problemes de qualitat constants de l'acer fos que era massa tou o massa fràgil. No obstant això, aquest problema es va complicar amb la introducció prevista del canó més llarg de 37 mm, ja que les proves van demostrar que calia reforçar les soldadures del tipus FCM per evitar que es trenquessin pel retrocés més fort; Com a resultat, els vehicles existents no serien equipats amb el nou canó.

## Descripció

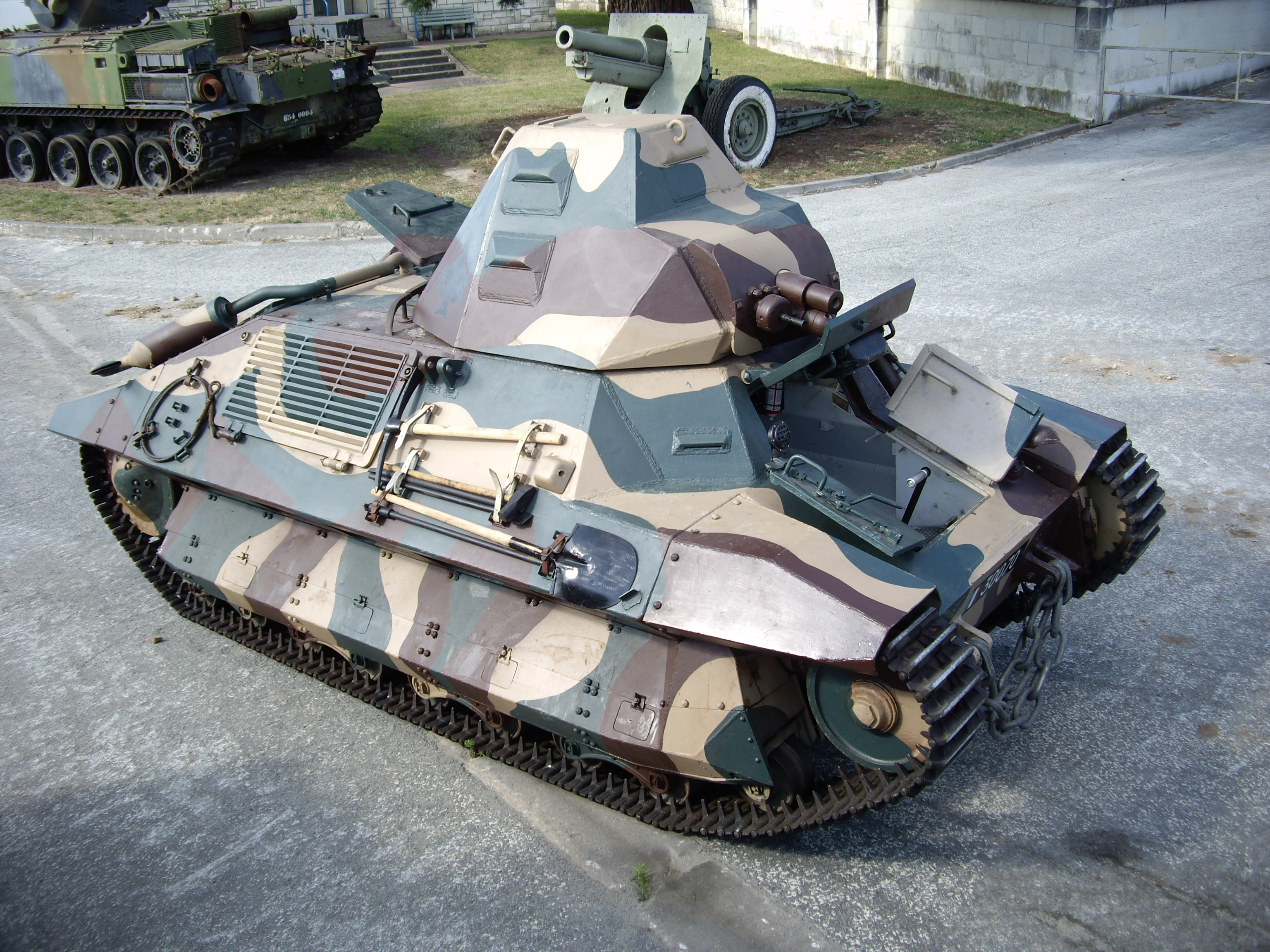
El FCM 36 a Saumur

El FCM 36 és un vehicle petit, de 4,46 m de longitud, 2,20 m d'alçada i 2,14 m d'amplada, amb una tripulació de dos membres. Té un pes de 12,35 tones mètriques. La característica més visible del tanc és la forma piramidal futurista del seu blindatge, que consisteix en molts panells, electrosoldats entre si per evitar trets de trets i aplicar completament el principi del blindatge inclinat. Només es cargola la coberta del motor per facilitar l'accés. Fins i tot el recorregut superior de la via i les unitats de suspensió estan protegides per plaques de blindatge en zig-zag. Com que l'armadura és de bona qualitat, el gruix de 40 mm inclinat entre 30 i 45 graus de la vertical fa una equivalència d'aproximadament 45-55 mm, suficient per derrotar regularment les armes antitanc estàndard del seu temps, fins i tot quan l'arma es posicionava idealment. El blindatge reclinat implicava que més trets rascadors començarien a desviar-se ràpidament. L'altra característica moderna, el motor dièsel, proporciona al vehicle una autonomia de 225 quilòmetres des d'un dipòsit de combustible de 217 litres.
En certa manera, el tanc estava més passat de moda. El dièsel Berliet V-4 de 91 CV permet una velocitat màxima de només 24 km / h (15 mph). La suspensió era, en conseqüència, simplista, que consistent en vuit rodes de carretera per costat mogudes per vuit molles helicoidals verticals. El tanc podia creuar una rasa de dos metres i pujar per un obstacle de 70 cm o un pendent del 80%. També tenia un armament molt limitat: a part de la metralladora Châtellerault MAC31 de 7,5 mm, tenia un canó curt L / 21 37 mm SA 18 estàndard, un canó amb una capacitat anti-blindatge molt baixa.

## Historial operatiu
Com que s'havien de produir molt pocs FCM 36, només un nombre limitat d'unitats estarien equipades amb el tipus. Tanmateix, aquests passarien a participar en l'esdeveniment clau de 1940 durant la batalla de França: la travessia del riu Mosa, per part del XIX Korps de Heinz Guderian el 14 de maig de 1940.
Al març i abril de 1939 es van crear dos batallons. Únics entre els batallons equipats amb tancs d'infanteria lleugers, aquestes unitats s'anomenarien Bataillon de Chars Légers o BCL: el 4e i el 7e BCL, que rebien cadascun 45 FCM 36. Tenien una força orgànica de 39 (tres companyies de tretze), una companyia de sis i utilitzaven cinc tancs per a la formació de conductors. Dels altres deu tancs, vuit es van utilitzar per a la formació de conductors, un va ser destruït provant l'eficiència de la mina Teller alemanya i un es va quedar a la fàbrica per servir de banc de proves. El 25 d'agost de 1939, després de la mobilització, els BCL van passar a anomenar-se Bataillons de Chars de Combat. El 7e BCC es va incorporar al 503e Régiment de Chars de Combat, el 4e BCC al 502e RCC.
Després de declarar-se la guerra contra Alemanya el setembre de 1939, tots dos batallons FCM 36 es van combinar, juntament amb el 3e BCC, una unitat R 35, al 503e Groupement de Bataillons de Chars, la reserva d'armadura del Segon Exèrcit. Quan la infanteria alemanya el 13 de maig de 1940 va establir un cap de pont sobre el Mosa a Sedan (Ardenes), els batallons de la FCM 36 van rebre a la tarda l'ordre de contraatacar i reduir-lo, cooperant amb un regiment d'infanteria, ja que ells mateixos no tenien cap component d'infanteria orgànica. A causa del cop a l'última línia de defensa francesa a Bulson durant la nit i la consegüent confusió, la marxa d'aproximació no va poder començar fins a primera hora del matí del dia 14, quan els primers tancs alemanys van començar a travessar el riu pels ponts del pontó. L'avantguarda blindada alemanya i el 7e BCC van xocar a prop de Bulson. Els tancs francesos van destruir alguns vehicles de combat blindats alemanys més lleugers, però els seus febles canons eren insuficients per fer front als Panzerkampfwagen III, blindats amb una placa de 30 mm, tot i que aquest últim també tenia problemes per penetrar a l'armadura FCM 36, com el nucli de tungstè APCR encara no estava disponible. Els dos bàndols el van fer fora, sovint es van enfrontar a la menor distància possible. Al final, l'armadura de l'aplicació de l'FCM 36 va fallar i es van penetrar les soldadures, en ser punts més febles entre les plaques, incloses les cantonades inferiors de la torreta just a sobre del xassís. El 7e BCC va haver de retirar-se, deixant enrere 26 dels 36 tancs empleats.
Quan el 7e BCC havia fracassat, l'atac del 4e BCC es va aturar. El batalló va atacar i defensar Stonne el 15 de maig, però va ser expulsat d'aquesta posició clau amb algunes pèrdues. Fins al 23 de maig s'adjuntaria a 3 DIM.
Els dos batallons es mantenien ara en reserva per reconstruir el seu nombre a partir del material i de les unitats d'entrenament. Durant Fall Rot van executar èxits contraatacs els dies 9 i 10 de juny contra la posició de l'Aisne, contra unitats d'infanteria alemanyes. Més tard, van intentar cobrir la retirada de l'exèrcit francès, perdent la major part de la seva força combinada de 45 en combats amb tancs alemanys.

### Ús alemany
Els alemanys van capturar 37 FCM 36, utilitzant la designació administrativa Panzerkampfwagen 737 FCM (f) per a ells. Després d'alguns usos improvisats per les unitats al maig i juny de 1940, no els van emprar com a tals. El 1943 es van reconstruir deu com a destructors de tancs Marder I, amb el canó anti-tanc PaK 40 de 75 mm i anomenats oficialment PaK40 (Sf) de 7,5 cm al Geschützwagen FCM (f). Aquests van ser emprats per la 21. Panzerdivision a la batalla de Normandia el 1944. Dotze van ser reconstruïts el 1942 com a artilleria autopropulsada, el 10,5 cm leFH 16/18 (Sf) auf Geschuetzwagen FCM (f).
Un FCM 36 sobreviu al Musée des Blindés de Saumur. S'ha restablert l'estat de funcionament.